# Rhombomère
Dans l'embryon vertébré, un rhombomère est un neuromère du tube neural en développement dans la région du rhombencéphale. Les rhombomères apparaissent comme une série de gonflements légèrement rétrécis dans le tube neural, caudale par rapport à l'angle céphalique . Dans le développement embryonnaire humain, les rhombomères sont présents au jour 29.
Au nombre de huit chez l'humain, les rhombomères déterminent le schéma de la maturation du rhombencéphale. Les parties finales étant le pont, le cervelet et la moelle.

## Fonction
Dans les premiers stades de développement du tube neural, la segmentation du neuroépithélium se produit. Cette segmentation se transforme en une série de neuromères. Chaque segment est appelé un rhombomère. Chaque rhombomère développe son propre ensemble de ganglions et de nerfs. Plus tard dans le développement, les rhombomères forment le rhombocéphale, qui forme le cerveau postérieur chez les vertébrés. Chaque rhombomère exprime son propre ensemble unique de gènes, dont il a été démontré qu'il influence les comportements rythmiques postnatals, tels que la respiration, la mastication et la marche. Chaque rhombomère exprime une combinaison unique de facteurs de transcription, peut établir une différenciation neuronale spécifiques.
Les cellules qui forment les limites des renflements des rhombomères prolifèrent beaucoup plus rapidement que celles du milieu. Il est très difficile pour les cellules de passer d'un rhombomère à un autre, de sorte que les cellules ont tendance à rester dans un rhombomère.

### Cartographie du destin neuronale
Chaque rhombomère donne naissance à un ou plusieurs types de neurones. Cependant, le destin du neurone ne dépend pas nécessairement de la segmentation. Les nerfs moteurs se forment en fonction de motifs rhombomériques, mais chaque type de nerf peut provenir d'un rhombomère ou d'une paire de rhombomères voisins. Les neurones vestibulospinaux se différencient dans trois rhombomères voisins, en particulier r4, r5 et r6.
Beaucoup de ces rhombomères ont été cartographiés dans une certaine mesure chez des espèces autres que l'homme. Par exemple, il a été démontré que les rhombomères 2 et 3 donne naissance au ganglion trijumeau, le rhombomère 2 donne le ganglion trigéminal tandis que r4 donne naissance au ganglion géniculé, ganglion spiral et ganglion de Scarpa. r5 et r6 donnent naissance au nerf abducens, et la partie inférieure de r6 et la partie supérieure de r7 donnent naissance au ganglion ptérygopalatin. Enfin, la frontière de r7 qui n'est pas en contact avec r6 donne naissance aux ganglions jugulaires/nodoses. Ces cartographies, cependant, ne peuvent pas être appliquées à différentes espèces.
Des études ont montré que les premiers neurones sérotoninergiques ont commencé dans les rhombomères antérieurs. Le groupe de neurones le plus dorsal provient du rhombomère 1, et le raphé postérieur, qui se forme à partir des rhombomères, dériverait des rhombomères postérieurs à un stade légèrement plus avancé du développement embryonnaire.

## Biomécanisme

### Gènes hométiques
La position des rhombomère est due à l’expression des gènes homéotiques, c'est-à-dire chez les vertébrés les gènes Hox.
Le sort d'un rhombomère est affecté par l'expression différentielle du gène Hox. Par exemple, avec des mutations du gène Hox, les nerfs moteurs crâniens se sont formés à des endroits différents de la normale ou ne se sont tout simplement pas formés.

### Expression des gènes homéotiques
L’expression des gènes Hox dans le rhombencéphale au cours de la segmentation est contrôlée par différents facteurs parmi lesquels l’acide rétinoïque, d’autres facteurs de transcription et les facteurs de croissance fibroblastiques ou FGF.
Un gradient d'acide rétinoïque émanant du nœud de Hensen ferai exprimer différents gènes Hox.
Plusieurs études ont montré que le facteur de croissance des fibroblastes (FGF) est sécrété à partir de la limite mésencéphale-rhombomère 1. Ces protéines instruisent le comportement cellulaire dans le neuroectoderme environnant. Cependant, le mécanisme derrière l'intégration du signal et les actions qui s'ensuivent restent flous. Des études ont montré que les récepteurs FGF, ou FGFR, agissent partiellement de manière redondante pour soutenir la survie cellulaire dans l'ectoderme dorsal, promouvoir l'identité tissulaire r1 et réguler la production de populations neuronales ventrales, y compris les neurones dopaminergiques du mésencéphale. Chez la souris, alors que les mutations de fgfr2 et fgfr3 n'ont pas interféré avec le développement du mésencéphale et de r1, la mutation de fgfr1 a causé des défauts du mésencéphale et de r1.
Chaque rhombomère a son propre ensemble de récepteurs, et les mêmes récepteurs peuvent provoquer des actions différentes. Par exemple, une étude a montré que les protéines Gli1, Gli2 et Gli3 qui affectent le développement du cerveau postérieur ventral et sont également nécessaires au développement des motoneurones et à la structuration neuronale correcte du cerveau postérieur.[réf. souhaitée] Cependant, leur importance et leurs rôles spécifiques n'étaient pas clairs. En mutant les protéines Gli2 et Gli3, qui ont été particulièrement étudiées, il a été constaté que Gli2 et Gli3 contiennent à la fois des domaines d'activation et de répression, tandis que Gli1 n'avait que des domaines d'activation, qui étaient entièrement transcriptionnels. Gli2 s'est également avéré être un activateur plus puissant tandis que Gli3 était un puissant répresseur. Gli2 et Gli3 avaient des fonctions qui se chevauchaient et concernaient la structuration de la moelle épinière ventrale, ce qui était important pour une organisation et une formation correctes des motoneurones. Cela a été montré lorsque la mutation de la protéine Gli3 n'a montré qu'une légère diminution de l'expression d'Olig2, tandis que lorsque la protéine Gli2 a été mutée, l'expression d'Olig2 n'a pas été détectée. Olig2 est normalement exprimé dans la région ventrale du tube neural. Des mutations dans la protéine Gli2 provoquent des dommages plus graves dans la structuration ventrale du cerveau postérieur que celle de la moelle épinière. Cela montre que Gli2 remplit différentes fonctions dans le cerveau postérieur que Gli3 est incapable de remplacer. Gli2 et Gli3 dans un cerveau postérieur en développement ont également des fonctions distinctes dans la transduction du signal Shh (sonic hedgehog). Ceci est causé par une modulation différentielle de l'expression des gènes qui est spécifique à chaque rhombomère. Enfin, des études ont montré que dans le rhombomère 4, la structuration ventrale est moins affectée par la mutation de Gli2. Cela montre que ce rhombomère particulier a des exigences différentes pour les protéines Gli.
Il a également été démontré que les rhombomères peuvent affecter la position dans laquelle les neurones réticulo-spinaux et branchiomoteurs se développent. Chaque rhombomère peut provoquer un motif répété de neurones spécifiques aux rhombomères, y compris les neurones réticulo-spinaux, dont beaucoup partagent des propriétés telles que la localisation médiolatérale. Les neurones réticulo-spinaux occupent également différentes zones dans les rhombomères de différentes espèces. Il a été découvert dans une étude que les neurones réticulaires du cerveau postérieur de la lamproie, qui comprenaient des cellules isthmiques, bulbaires et de Mauthner, se développaient dans des positions conservées spécifiques aux rhombomères, similaires à celles du poisson zèbre. Dans différentes espèces, cependant, les neurones réticulo-spinaux occupent différentes zones dans les rhombomères. Il a également été démontré que les noyaux moteurs du trijumeau et du visage n'étaient pas bien corrélés avec les limites des rhombomères chez la lamproie.
Dans les rhombomères, des membres de la famille des facteurs de transcription T-box ont été associés au bon développement des cellules migrantes. Pendant le développement du cerveau postérieur, il a été démontré que les corps cellulaires du trijumeau migrent dorsolatéralement dans les rhombomères 2 et 3, tandis que les cellules faciales se déplacent dorsolatéralement dans r5 près de la surface piale. Les neurones qui forment le noyau facial sont produits dans r4, mais se déplacent le long de l'axe antéropostérieur du cerveau postérieur dans r6, après quoi ils se déplacent dorsolatéralement. Les neurones vestibuloacoustiques sont également produits en r4. Cependant, ils ont un schéma de migration unique, où leurs corps cellulaires traversent la ligne médiane jusqu'au côté controlatéral. De cela, on peut conclure que plusieurs sous-classes de motoneurones sont produites à des endroits spécifiques dans le cerveau postérieur en développement. Tous sont liés par l'expression de Tbx20. Les motoneurones produits dans le cerveau postérieur ont Tbx20 exprimé sélectivement. Dans les mutations Tbx20, la structuration des régions des rhombomères et des motoneurones était normale lorsqu'il s'agissait de mutations conditionnelles et que les neurones étaient post-mitotiques. Les mutants Tbx20 pré-mitotiques ont montré de nombreuses déficiences de migration cellulaire, y compris une migration dorsolatérale anormale des cellules du trijumeau, un arrêt de la migration tangentielle des neurones faciaux et un manque de migration transmédiane des cellules vestibuloacoustiques. Cependant, les motoneurones du cerveau postérieur dépourvus de Tbx20 ont conservé la capacité d'étendre les neurites à la périphérie. L'élimination complète du Tbx20 ne provoque pas le passage des neurones du trijumeau et du visage aux neurones hypoglosses. Il a été démontré que les neurones faciaux migrent tangentiellement de r4 à r6, tandis que les neurones trijumaux qui sont produits dans r2 migrent dorsolatéralement non radialement. Les cellules vestibuloacoustiques migrent le long de la ligne médiane à r4 de manière controlatérale dans le cerveau postérieur. Tbx20 semble avoir une activité transcriptionnelle dépendante du contexte. Cela signifie qu'il est capable de contrôler différents programmes de migration cellulaire spécifiques à différents types de cellules. Il doit pouvoir réguler ces schémas par différents moyens.

## Chez d'autres espèces
Chez certaines espèces, les rhombomères sont évidemment segmentés et restent ainsi pendant une période de temps prolongée. Chez d'autres espèces, la segmentation finit par disparaître. Par exemple, les rhombomères sont détectables par microscopie optique dans la souche de souris Swiss/Webster jusqu'au jour embryonnaire (E) 10,5, mais ils disparaissent à E11,5. De nombreux rhombomères, comparés entre les espèces, ne forment pas les mêmes choses. Par exemple, r2 et r3 ont été mappés sur les motoneurones du trijumeau chez de nombreuses espèces. Cependant, toutes les espèces n'ont pas cette corrélation.
Chez la souris, il a été montré que la structuration du tube neural en segments rhombomériques peut réguler l'apparence spatiale et temporelle du réseau locomoteur spinal.
Alors que de nombreuses études ont été réalisées sur des rhombomères où les rhombomères d'une espèce sont greffés sur une autres, des imprécisions peuvent survenir. Une source possible est l'endommagement du rhombomère pendant le processus de retrait, de transport ou de greffage. Une autre source possible est le mélange des cellules d'espèces différentes après greffage des rhombomères, ce qui pourrait conduire à la contamination d'une région rhombomère par une autre, très probablement à partir des rhombomères voisins.

#### Ouvrages
- Dale Purves, George J. Augustine, David Fitzpatrick, William C. Hall, Anthony-Samuel LaMantia, James O. McNamara et S. Mark Williams, Neurosciences, Bruxelles, De Boeck Université, coll. « Neurosciences & Cognition », 2018, 6e éd., 811 p. (ISBN 978-2-8073-1492-4, lire en ligne).
- (en) Eric R. Kandel, James H. Schwartz et Thomas M. Jessel, Principles of neural science, 2013, 5e éd. (ISBN 978-0-07-139011-8 et 0-07-139011-1, OCLC 795553723, lire en ligne)

#### Articles
- N Delhaye-Bouchaud, « Développement du système nerveux central chez les mammifères », Neurophysiologie Clinique/Clinical Neurophysiology, vol. 31, no 2,‎ 1er avril 2001, p. 63–82 (ISSN 0987-7053, DOI 10.1016/S0987-7053(01)00249-0, lire en ligne, consulté le 29 octobre 2021).
- G. Couly, P. Coltey, G. Cheron et V. Abadie, « Rhombomères, code Hox, crête neurale et malformations de la face », M/S. Médecine sciences [revue papier,  (ISSN 0767-0974)], 1994, Vol. 10, N° 2; p.151-162,‎ 1994 (ISSN 1958-5381, DOI 10.4267/10608/2581, lire en ligne, consulté le 28 octobre 2021).
- Fabrice Chatonnet, « Régionalisation du tube neural et mise en place des circuits neuronaux : étude du réseau neuronal contrôlant le rythme respiratoire dans le tronc célébral de souris transgéniques. », archives-ouvertes.fr, Université Paris XI,‎ 2003 (lire en ligne, consulté le 28 octobre 2021)